# Diogenornis
Diogenornis – rodzaj wymarłego bezgrzebieniowca pochodzącego z paleocenu i wczesnego eocenu. Został opisany w 1983 roku na podstawie skamielin pochodzących ze stanu Rio de Janeiro w południowo-wschodniej Brazylii.